# Bellshill (Anglia)
Bellshill – wieś w Anglii, w hrabstwie Northumberland. Leży 68 km na północ od miasta Newcastle upon Tyne i 465 km na północ od Londynu.